# Rita Guarino
Maria Rita Guarino (Torino, 31 gennaio 1971) è un'allenatrice di calcio ed ex calciatrice italiana, di ruolo attaccante.

## Caratteristiche tecniche

### Giocatrice
Attaccante molto prolifica, ottima contropiedista, aveva nella velocità e nell'innato opportunismo in area di rigore le sue migliori qualità.

### Allenatrice
Si dimostra un'allenatrice votata a un calcio offensivo, senza tuttavia prescindere da un solido assetto difensivo basato, solitamente, su una retroguardia a 4 elementi. In fase di costruzione del gioco predilige uno sviluppo dell'azione dalle fasce laterali, che può prolungarsi financo alla rifinitura; in situazioni di non possesso richiede alle sue giocatrici un immediato pressing onde riconquistare la palla, nonché costanti ripiegamenti da parte delle sue attaccanti.

## Carriera

### Giocatrice

#### Club

Guarino alla nella stagione 1990-1991

Da bambina si divide tra il calcio e il pattinaggio artistico a rotelle, finché con l'adolescenza la passione per il pallone prende il sopravvento; il padre, all'epoca dirigente, l'accompagna quindi per la prima volta nell'allora Juve Piemonte, poi nota come Juventus Bastino e infine FCF Juventus.
Dopo il fugace debutto in prima squadra nella stagione 1985-1986, e una breve parentesi ai concittadini del Torino nell'annata seguente, dal 1987 torna in pianta stabile in bianconero dove emerge tra le protagoniste della formazione che, dalla Serie C, raggiunge la promozione in Serie A nel 1991: Guarino si mette perentoriamente in luce con il campionato di terza serie del 1988-1989 in cui, neanche ventenne, arriva a totalizzare ben 40 reti.

##### Il primo scudetto
Nel 1992 passa alla Reggiana, formazione che vive in quel periodo i momenti di massimo splendore della sua storia. Proprio nell'annata 1992-1993 si aggiudica una storica accoppiata scudetto-Coppa Italia senza perdere nemmeno una partita, subendo soltanto 4 reti in tutto il campionato.
I consecutivi successi riportati non consentono al proprietario Renzo Zambelli di sopperire ai problemi gestionali e soprattutto di salute personale, che lo costringono a rinunciare all'iscrizione al successivo campionato di Serie A a causa di difficoltà economiche.

##### Fiammamonza, Cascine Vica e Torres
Nel 1993 passa al Fiamma Monza nella quale raggiunge una tranquilla salvezza. L'anno successivo sfiora il titolo con la squadra sarda della Torres, grazie anche all'apporto della compagna di reparto Ángeles Parejo. Dopo questa piccola parentesi ritorna a Monza dove per la seconda volta si posiziona al centro della classifica, e Guarino è la capocannoniere della formazione con 19 reti.
Nel 1996 approda nell'ambiziosa formazione piemontese del Cascine Vica dove nel primo anno chiude il campionato a metà classifica, mentre nel secondo si gioca addirittura il titolo chiudendo la stagione regolare a pari punti con il Modena, per poi abdicare nella decisiva partita di spareggio dinanzi alle reti della coppia d'attacco modenese Morace-Panico.
Al termine del campionato, come fu in precedenza per la Reggiana, anche il Cascine Vica rinuncia a iscriversi al successivo campionato di Serie A, sicché Guarino ritorna in Sardegna tra le file della Torres.

##### Primo ritorno alla Torres, l'esperienza nordamericana
Ritornata dal 1998 alla Torres, qui nei due anni successivi vince due campionati consecutivi, e nell'annata 1999-2000 arriva anche la seconda doppietta con la Coppa Italia. In questi anni la media sottorete di Guarino sale in maniera vertiginosa: il primo anno addirittura arriva a segnare 40 gol in campionato, mentre nei successivi ottiene una media di 32 marcature stagionali, coadiuvati con la vecchia compagna e calciatrice spagnola Ángeles Parejo.
Nel 2000, in collaborazione con la casa d'abbigliamento Kappa, compie la sua prima e unica esperienza nordamericana, nei Maryland Pride, dove in 7 presenze segna 8 reti.

##### Ruco Line Lazio e Foroni Verona
Nella stagione 2001-2002 approda alla Lazio CF dove vince il suo quarto scudetto: l'aver chiuso il campionato regolare senza aver mai subito sconfitte, non permette ugualmente alle romane di staccare in classifica il Foroni Verona, in testa a pari punti, costringendo le due squadre a disputare una decisiva partita di spareggio dove la compagine laziale si aggiudica la contesa ai tiri di rigore. Quell'anno Guarino mette a segno 27 reti formando una formidabile coppia d'attacco insieme a Panico, la quale alla fine del campionato conquisterà il titolo di capocannoniere con 47 gol totali.
L'anno seguente il capitolo si ripete nel Foroni Verona, dove si è nel frattempo accasata, e dove vince il suo quinto e ultimo scudetto proprio contro la sua ex squadra; Guarino segna di nuovo 27 reti, giocando accanto a Chiara Gazzoli che, come la Panico l'anno prima, diventa capocannoniere con 54 reti.

##### Secondo ritorno alla Torres
Nel 2003 fa il suo definitivo ritorno in Sardegna, nella Torres, dove conquista altre due Coppe Italia andando a segno nella finale contro il Foroni Verona e vinta per 6-0, oltre alla Supercoppa sul ACF Milan per 5-0. Nell'annata 2003-2004 il secondo posto in campionato gli consente, la stagione successiva, di fare la sua unica esperienza in Women's Champions League: qui sigla il gol del raddoppio nella partita di andata dei quarti di finale contro l'Arsenal, per poi terminare la competizione nella sfida di ritorno dopo la sconfitta per 4-1.
Conclude la sua attività agonistica il 20 maggio 2006, alla 22ª e ultima giornata del campionato di Serie A 2005-2006, dove allo stadio Vanni Sanna di Sassari la Torres supera per 3-1 la Vigor Senigallia: in quest'occasione Guarino è autrice di una doppietta, siglando al 20' la rete che apre le marcatore e al 67' quella del sorpasso sulle avversarie.

#### Nazionale
Grazie alle prestazioni offerte in campionato e causa l'infortunio di Antonella Carta, Guarino viene chiamata dalla FIGC per vestire la maglia della nazionale italiana iscritta al primo campionato mondiale ufficiale, l'edizione di Cina 1991, con la squadra sotto la responsabilità del commissario tecnico Sergio Guenza. Sua la rete siglata il 24 novembre 1991 all'80' davanti ai 13 000 spettatori dello Jiangmen Stadium con la quale, ai quarti di finale, nell'incontro con le avversarie della Norvegia, riesce a riportare il risultato in parità (2-2) giocandosi l'opportunità, poi sfumata ai tempi supplementari, di accedere alla semifinale.
Parteciperà anche al Mondiale di Stati Uniti 1999, ma soprattutto è per ben due volte finalista europea con le Azzurre, dapprima nell'edizione casalinga del 1993, soccombendo ancora dinanzi alle norvegesi, e poi nel 1997 in Scandinavia, vedendo sfumare il titolo continentale stavolta per mano della Germania; all'Europeo del 2001 in terra tedesca, ultima importante manifestazione cui prende parte in maglia azzurra, Guarino trova la rete del pareggio nella sfida della fase a gironi, sempre contro la Norvegia.

### Allenatrice

#### Gli inizi
Laureata in psicologia, dopo avere appeso gli scarpini al chiodo ha conseguito un master in psicologia dello sport e l'abilitazione ad allenatore professionista UEFA-A; è inoltre fondatrice del centro di formazione calcistica "FootbalLab".
Dopo avere collaborato come assistente di Enrico Sbardella nella nazionale Under-17, fa il suo esordio ufficiale sulla panchina delle Azzurrine in occasione della doppia amichevole dell'8 e 11 settembre 2015 con le pari età della Danimarca.

#### Juventus

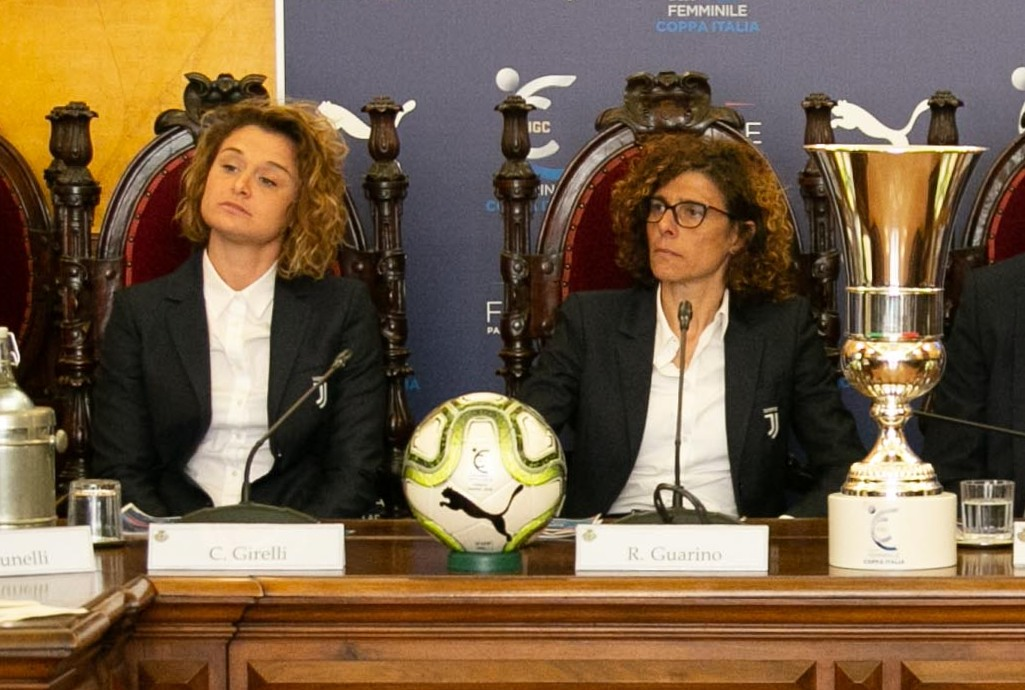
Guarino (a destra), allenatrice della, alla conferenza stampa di presentazione della finale di Coppa Italia 2018-2019 insieme a Cristiana Girelli, sua centravanti di riferimento negli anni in bianconero.

Nel giugno 2017 passa alla guida della neonata Juventus con cui alla stagione di esordio, 2017-2018, conquista immediatamente il suo primo scudetto in panchina nonché il primo titolo nella storia delle bianconere. Negli anni seguenti l'allenatrice instaura un vittorioso ciclo che porta a Vinovo altri tre scudetti consecutivi oltreché una Coppa Italia e due Supercoppe italiane, prima di lasciare la squadra nel maggio del 2021.
La rosa juventina costruita in questo quadriennio da Guarino, inoltre, diventa il serbatoio della nazionale italiana di Milena Bertolini che al campionato mondiale di Francia 2019 raggiunge i quarti di finale, eguagliando il migliore piazzamento iridato delle azzurre risalente all'edizione di Cina 1991.

#### Inter
Il 17 giugno 2021, Guarino viene ufficializzata come nuova allenatrice dell'Inter, sempre in Serie A, subentrando ad Attilio Sorbi. Rimane alla guida della squadra nerazzurra per il successivo triennio, chiudendo per tre volte il campionato al quinto posto; in Coppa Italia ottiene come migliore risultato il raggiungimento delle semifinali nell'edizione 2022-2023.
Il 29 giugno 2024, l'allenatrice e il club milanese risolvono consensualmente il loro contratto.

## Statistiche

### Cronologia presenze e reti in nazionale
| Cronologia completa delle presenze e delle reti in nazionale ― Italia | Cronologia completa delle presenze e delle reti in nazionale ― Italia | Cronologia completa delle presenze e delle reti in nazionale ― Italia | Cronologia completa delle presenze e delle reti in nazionale ― Italia | Cronologia completa delle presenze e delle reti in nazionale ― Italia | Cronologia completa delle presenze e delle reti in nazionale ― Italia | Cronologia completa delle presenze e delle reti in nazionale ― Italia | Cronologia completa delle presenze e delle reti in nazionale ― Italia |
| Data                                                                  | Città                                                                 | In casa                                                               | Risultato                                                             | Ospiti                                                                | Competizione                                                          | Reti                                                                  | Note                                                                  |
| --------------------------------------------------------------------- | --------------------------------------------------------------------- | --------------------------------------------------------------------- | --------------------------------------------------------------------- | --------------------------------------------------------------------- | --------------------------------------------------------------------- | --------------------------------------------------------------------- | --------------------------------------------------------------------- |
| 24-11-1991                                                            | Jiangmen                                                              | Norvegia                                                              | 3 – 2                                                                 | Italia                                                                | Mondiali 1991 - Quarti di finale                                      | 1                                                                     | 68’                                                                   |
| Totale                                                                |                                                                       | Presenze                                                              | 99                                                                    |                                                                       | Reti                                                                  | 35                                                                    |                                                                       |

### Statistiche da allenatrice
Statistiche aggiornate al 12 maggio 2024. In grassetto le competizioni vinte.
| Stagione        | Squadra         | Campionato      | Campionato | Campionato | Campionato | Campionato | Coppe nazionali | Coppe nazionali | Coppe nazionali | Coppe nazionali | Coppe nazionali | Coppe continentali | Coppe continentali | Coppe continentali | Coppe continentali | Coppe continentali | Altre coppe | Altre coppe | Altre coppe | Altre coppe | Altre coppe | Totale | Totale | Totale | Totale | % Vittorie | Piazzamento |
| Stagione        | Squadra         | Comp            | G          | V          | N          | P          | Comp            | G               | V               | N               | P               | Comp               | G                  | V                  | N                  | P                  | Comp        | G           | V           | N           | P           | G      | V      | N      | P      | %          | Piazzamento |
| --------------- | --------------- | --------------- | ---------- | ---------- | ---------- | ---------- | --------------- | --------------- | --------------- | --------------- | --------------- | ------------------ | ------------------ | ------------------ | ------------------ | ------------------ | ----------- | ----------- | ----------- | ----------- | ----------- | ------ | ------ | ------ | ------ | ---------- | ----------- |
| 2017-2018       | Juventus        | A               | 22+1       | 20         | 0+1        | 2          | CI              | 5               | 4               | 0               | 1               |                    | -                  | -                  | -                  | -                  |             | -           | -           | -           | -           | 28     | 24     | 1      | 3      | 85,71      | 1º          |
| 2018-2019       | A               | 22              | 18         | 2          | 2          | CI         | 6               | 5               | 1               | 0               | UWCL            | 2                  | 0                  | 1                  | 1                  | SI                 | 1           | 0           | 0           | 1           | 31          | 23     | 4      | 4      | 74,19  | 1º         |             |
| 2019-2020       | A               | 16              | 14         | 2          | 0          | CI         | 2               | 2               | 0               | 0               | UWCL            | 2                  | 0                  | 0                  | 2                  | SI                 | 1           | 1           | 0           | 0           | 21          | 17     | 2      | 2      | 80,95  | 1º         |             |
| 2020-2021       | A               | 22              | 22         | 0          | 0          | CI         | 6               | 5               | 0               | 1               | UWCL            | 2                  | 0                  | 0                  | 2                  | SI                 | 2           | 2           | 0           | 0           | 32          | 29     | 0      | 3      | 90,63  | 1º         |             |
| Totale Juventus | Totale Juventus | Totale Juventus | 82+1       | 74         | 4+1        | 4          |                 | 19              | 16              | 1               | 2               |                    | 6                  | 0                  | 1                  | 5                  |             | 4           | 3           | 0           | 1           | 112    | 93     | 7      | 12     | 83,04      |             |
| 2021-2022       | Inter           | A               | 22         | 12         | 2          | 8          | CI              | 4               | 2               | 1               | 1               | -                  | -                  | -                  | -                  | -                  | -           | -           | -           | -           | -           | 26     | 14     | 3      | 9      | 53,85      | 5º          |
| 2022-2023       | A               | 26              | 11         | 6          | 9          | CI         | 6               | 2               | 2               | 2               | -               | -                  | -                  | -                  | -                  | -                  | -           | -           | -           | -           | 32          | 13     | 8      | 11     | 40,63  | 5º         |             |
| 2023-2024       | A               | 26              | 10         | 4          | 12         | CI         | 3               | 1               | 2               | 0               | -               | -                  | -                  | -                  | -                  | -                  | -           | -           | -           | -           | 29          | 11     | 6      | 12     | 37,93  | 5º         |             |
| Totale Inter    | Totale Inter    | Totale Inter    | 74         | 33         | 12         | 29         |                 | 13              | 5               | 5               | 3               |                    |                    |                    |                    |                    |             |             |             |             |             | 87     | 38     | 17     | 32     | 43,68      |             |
| Totale carriera | Totale carriera | Totale carriera | 157        | 107        | 17         | 33         |                 | 32              | 21              | 6               | 5               |                    | 6                  | 0                  | 1                  | 5                  |             | 4           | 3           | 0           | 1           | 199    | 131    | 24     | 44     | 65,83      |             |

## Palmarès

### Giocatrice

#### Club
- Campionato italiano: 5

Reggiana: 1992-1993
Torres: 1999-2000, 2000-2001
Lazio: 2001-2002
Foroni Verona: 2002-2003
- Coppa Italia: 6

Reggiana: 1992-1993
Torres: 1994-1995, 1999-2000, 2000-2001, 2003-2004, 2004-2005
- Supercoppa italiana: 2

Torres: 2000, 2004
- Italy Women's Cup: 1

Torres: 2004

### Allenatrice

#### Club
- Campionato italiano: 4

Juventus: 2017-2018, 2018-2019, 2019-2020, 2020-2021
- Coppa Italia: 1

Juventus: 2018-2019
- Supercoppa italiana: 2

Juventus: 2019, 2020

#### Individuale
- Panchina d'oro: 1

2020-2021